# HOXC10
HOXC10‏ (Homeobox C10) هوَ بروتين يُشَفر بواسطة جين HOXC10 في الإنسان.